# Embargo
Embargo je zákaz vývozu něčeho (např. suroviny, výrobku, zbraní) do nějakého státu či zákaz obchodování s tímto státem.
Embargo představuje jeden z nejkrajnějších prostředků diplomatického nátlaku, resp. odvetného opatření, které může stát vůči jinému státu vydat (když se nebere v potaz vyhlášení války). O uvalení embarga rozhoduje jak jednotlivý stát, tak i světové organizace jako například OSN. V případě Kuby jsou to pouze USA v rozporu s rezolucí OSN.
Určitou specifickou roli hrají embarga v oblasti produktů zbrojního průmyslu a strategických surovin, která nemusí být myšlena ani jako nátlak – často bývají používána preventivně, aby zabránila zneužití těchto artiklů, nebo aby si uchovala strategicky důležité zdroje pro další časy.

## Ekonomické sankce
Někdy jsou zaměňovány pojmy embargo a ekonomické sankce. Sankce ale mohou být zamýšleny jako donucení (pokus změnit chování aktéra hrozbou sankce) nebo odstrašení (pokus zabránit aktérovi v konání určitých akcí).